# Progymnasmata
I Progymnasmata (in greco antico: προγυμνάσματα? "esercitazioni preliminari"; in lingua latina praeexercitamina) sono una serie di esercizi retorici che hanno origine nell'antica Grecia e si sviluppano durante l'impero romano. Questi esercizi erano destinati agli studenti di retorica, che iniziavano a studiare in un'età compresa tra i dodici e i quindici anni. Lo scopo di questi esercizi era quello di preparare gli studenti alla scrittura di declamazioni dopo aver terminato gli studi  grammatici.
Ci sono solo quattro manuali superstiti di progymnasmata, attribuiti a Elio Teone, Ermogene di Tarso, Aftonio, e Nicola il sofista. 

## Storia
La composizione non era una materia primaria insegnata nelle scuole fino al V secolo a.C. Infatti, la prima apparizione del termine "progymnasmata" si trova nel capitolo 28 della Retorica ad Alessandro, molto probabilmente scritta da Anassimene di Lampsaco alla fine del IV secolo a.C.. Questa opera è conservata accanto a quelle di Aristotele, eppure non menziona mai nell'uso di esercizi preliminari. Ma Aristotele non toccò le forme retoriche, che divennero un aspetto all'interno della natura del progymnasmata. L'uso di esercizi retorici preliminari è discusso brevemente in alcuni dialoghi greci e romani, ma tutti i manuali di quel periodo sono andati perduti.
Esistono solo quattro manuali conosciuti superstiti di progymnasmata. Il primo è quello di Teone, scritto intorno al I secolo. Nella sua introduzione, Teone si rivolge gli insegnanti, piuttosto che agli studenti e critica quegli studenti che saltano gli esercizi preliminari.
Il secondo manuale è attribuito ad uno dei retori più influenti del II secolo, Ermogene di Tarso. Ma non c'è prefazione al suo lavoro e gli esercizi sono brevi; pertanto, molti dubitano della sua autenticità.  Il terzo manuale è attribuito ad Aftonio di Antiochia, allievo del grande sofista Libanio durante la seconda metà del IV secolo. Questo è il manuale più utilizzato e che è diventato di riferimento nella pratica della progymnasmata. I suoi trattati sono stati combinati con i trattati retorici di Ermogene sulla teoria della stasi e dello stile per creare il "Corpus ermogenico."
Il manuale finale è attribuito a Nicola di Mira, che insegnava retorica a Costantinopoli durante la fine del V secolo. 

## Progymnasmatadi Aftonio
Sebbene gli esercizi espressi in ciascun manuale noto siano molto simili, ci sono diverse variazioni minori tra loro. Ma poiché il lavoro di Aftonio è il più ampiamente riconosciuto e praticato, le tesi delle variazioni sono spesso non riconosciute. Tutti gli studenti erano invitati a scrivere un compito, memorizzarlo, e quindi eseguire una orazione in classe. I progymnasmata venivano insegnati in ordine, aumentando le difficoltà con l'avanzare del corso. I corsi erano organizzati per cominciare con racconto e terminare col farne un argomento. C'era uno studio sulla letteratura per completare il corso, prestando particolare attenzione ai modelli di retorica e letteratura. La progymnasmata di Aftonio venne tradotta in latino nel XV secolo da Rodolfo Agricola.

### Mito (Mythos)
Le favole di Esopo erano popolari al tempo della retorica e divennero un tema comune di studio. Ci sono tre forme di favola: la forma razionale (dove i personaggi sono uomini e donne), il modulo di etica (dove gli animali sono i protagonisti), e un terzo modulo che coinvolge entrambi. Ciò che tutti e tre hanno in comune è che ognuno ha una morale, dichiarata prima che la storia inizi o dopo che si è conclusa. Nel manuale del Aftonio, il primo esercizio era quello di creare una favola che seguisse le tre forme.

### Narrazione (Diēgēma)
Questo compito elementare consisteva nello scrivere semplicemente un brano di narrativa (da non confondere con la favola). Si presume che questa formazione fosse il risultato della teoria delle categorie di Aristotele e introducesse gli studenti ai quattro valori della narrazione, che sono chiarezza, incisività, capacità di persuasione e purezza dei contenuti linguistici. L'esercizio di narrativa nel progymnasmata era politico, storico o su base di finzione. Proprio come la diegesi indica la trama narrativa di un film, la cosiddetta narrativa di un discorso o di una orazione sposta il contenuto. 

### Aneddoto (Chreia)
Gli studenti venivano invitati a prendere un'azione o detto di una persona famosa ed elaborarlo. Dovevano sviluppare i significati di queste azioni o citazioni con riguardo, alle lodi, parafrasi, causa, esempio di senso, confronto e contrapposizione, testimonianze e un epilogo; l'aneddoto è qualcosa che viene spesso utilizzato nella Bibbia. 

### Massima (Gnōmē)
Le massime o proverbi sono stati descritti da Aristotele, e nel libro di Aftonio sono divisi in, protrettici, aprotrettici, dichiarativi, semplici e composti. Agli studenti veniva data una generalizzazione morale su uno scrittore e veniva loro chiesto di creare qualcosa di simile a un aneddoto sullo scrittore.

### Confutazione (Anaskeuē)
Questo esercizio richiede allo studente di ragionare logicamente contro qualcosa tratto da miti, narrazioni o favole. L'argomento dello studente doveva essere qualcosa di non impossibile, illogico, inadatto e inopportuno. 

### Dimostrazione (Kataskeuē)
L'esercizio di conferma era l'opposto della refutazione. Allo studente veniva chiesto di ragione a favore di qualcosa tratto da leggende e dalla letteratura. 

### Luogo comune (Koinos topos)
Occorreva elaborare il luogo comune coinvolto attaccando il vizio con la critica di stereotipi piuttosto che singoli individui. Gli studenti utilizzavano la contraddizione, il confronto e la massima attaccando la motivazione della situazione demografica descritta.

### Encomio (Enkōmion)
Studenti usavano l'elogio per lodare persone, cose, tempi, luoghi, animali e cose che crescono. Ogni lode poteva essere generata dall'educazione, da atti, competenze, e, talvolta, aveva la forma di un confronto con un'altra persona, un epilogo o una preghiera. 

### Invettiva (Psogos)
L'Invettiva era opposta al luogo comune. Attaccava una specifica, chiamata individuale, di solito una figura politica o culturale.

### Comparazione (Synkrisis)
L'esercizio di comparazione agiva come un doppio encomio o una combinazione di un encomio di una persona o cosa e l'invettiva contro un altro.

### Personificazione (Ēthopoeia)
Gli studenti usavano la personificazione o etopea formando un discorso attribuito al fantasma di una persona conosciuta o di un personaggio immaginario o mitologico del passato, presente o dei tempi futuri. Questo esercizio richiedeva agli studenti di esprimersi con chiarezza, concisione e freschezza. 

### Descrizione (Ekphrasis)
Quando era chiesto di utilizzare ekphrasis per descrivere una persona, luogo, cosa o tempo, gli studenti erano obbligati a produrre una descrizione completa, informazioni dettagliate su una persona dalla testa ai piedi, un'azione dall'inizio alla fine. Questo modulo era riscontrabile in molti scritti di letteratura classica e storici. 

### Tesi (Thesis)
Poiché questo esercizio era un'introduzione all'argomento nelle scuole filosofiche, l'uso della tesi non veniva attuato fino a quando non si erano completati tutti gli esercizi precedenti. Gli studenti dovevano presentare un argomento di tesi di loro proposizione; queste domande erano spesso difficili da rispondere. 

### Introduzione alla legge (Nomou eisphora)
Aftonio chiama questo esercizio finale un gymnasma piuttosto che progymnsasmata. Questo esercizio è in forma di difesa di una legge o di opposizione ad essa. L'argomento viene prima indicato, segue un contro argomento e poi la discussione.

## Progymnasmataper la scuola superiore
Negli ultimi anni vi è stato un notevole sforzo per vedere se i progymnasmata potevano essere adattate nello studio della scuola elementare, media e superiore. Uno dei protagonisti di questo sforzo è James Selby, autore delle Classical Composition series, che ha ridotto il curriculum di composizione utilizzato da Quintiliano e Cicerone, ad un livello che può essere utilizzato efficacemente fino alle scuole superiori.